# Friedrich Baumbach
Friedrich Baumbach (ur. 8 września 1935 w Weimarze, zm. 24 kwietnia 2025) – niemiecki szachista, arcymistrz szachów korespondencyjnych, jedenasty mistrz świata.

## Życiorys
Pierwsze sukcesy w szachach klasycznych zaczął odnosić pod koniec lat 50. XX wieku. Po raz pierwszy w finale mistrzostw Niemieckiej Republiki Demokratycznej wystąpił w 1959 r. W latach 1960 (w Leningradzie) i 1961 (w Helsinkach) reprezentował swój kraj na drużynowych mistrzostwach świata do lat 26. W 1968 r. zdobył srebrny (za Wolfgangiem Uhlmannem), a w 1970 r. – złoty medal w indywidualnych mistrzostwach NRD. W 1970 r. wystąpił również w reprezentacji kraju na szachowej olimpiadzie w Siegen (na VI szachownicy zdobył 4½ pkt w 6 partiach) oraz na drużynowych mistrzostwach Europy w Kapfenbergu (na VII szachownicy zdobył 2½ pkt w 6 partiach), gdzie szachiści NRD zdobyli brązowe medale. Wielokrotnie startował w turniejach międzynarodowych, jeden z najlepszych rezultatów osiągając w 1974 r. w Lipsku, gdzie podzielił III m. (za Wolfgangiem Uhlmannem i Lotharem Vogtem, wspólnie z Güntherem Möhringiem).
Najwyższy ranking w grze klasycznej osiągnął 1 lipca 1971 r., z wynikiem 2460 punktów dzielił wówczas 3-5. miejsce wśród szachistów NRD.
Wybitne sukcesy osiągnął w grze korespondencyjnej, z których największymi były zwycięstwo w jedenastym finale indywidualnych mistrzostw świata, rozegranym w latach 1983–1989 oraz II m. w finale dziewiątym (1977–1983). We wcześniejszych latach wielokrotnie występował na olimpiadach oraz w silnie obsadzonych turniejach, za uzyskane rezultaty otrzymując w 1967 r. tytuł mistrza międzynarodowego, a w 1973 r. – tytuł arcymistrza gry korespondencyjnej. W latach 1995–1999 był sekretarzem generalnym Międzynarodowej Federacji Szachowej Gry Korespondencyjnej (ICCF), a od 1993 r. pełni funkcję prezydenta Niemieckiej Federacji Szachowej Gry Korespondencyjnej. W latach 2001–2004 brał udział w jubileuszowym turnieju z okazji 50. rocznicy powstania Międzynarodowej Federacji Szachowej Gry Korespondencyjnej (ang. ICCF 50 years World Champions Jubilee Tournament) z udziałem dziewięciu mistrzów świata, w którym zajął IV miejsce. Na liście rankingowej ICCF w październiku 2009 r. notowany był z wynikiem 2417 punktów.
Z zawodu był chemikiem, od 1966 r. posiadał tytuł doktora nauk chemicznych. Miał pięcioro dzieci (syna i cztery córki). Był również współautorem kilku książek o tematyce szachowej.

## Wybrane publikacje
- Fernschach: Tips und Tricks vom Weltmeister, Berlin 1991, ISBN 3-328-00398-3
- Die Schachuhr läuft, Ihr Zug bitte, Berlin 1993, ISBN 3-328-00598-6
- Gladiatoren ante Portas: Massow-Memorial, Magdeburg 2003, ISBN 3-00-012366-0